# 아듀 필리핀
《아듀 필리핀》(Adieu Philippine)은 이탈리아에서 제작된 자끄 로지에 감독의 1962년 드라마 영화이다. 장 클로드 에미니 등이 주연으로 출연하였다.

## 출연

### 주연
- 장 클로드 에미니
- 스테파니아 사바티니
- 이블린 세리